# آيت علي لقبلت (أنفك)
آيت علي لقبلت هي إحدى مشيخات المملكة المغربية، تتبع جغرافيا لإقليم سيدي إفني وإداريًا لأنفك. يقدر عدد سكانها بـ 8093 نسمة حسب الإحصاء الرسمي للسكان والسكنى لسنة 2004.